# Calliphora onesioidea
Calliphora onesioidea är en tvåvingeart som beskrevs av Hiromu Kurahashi 1971. Calliphora onesioidea ingår i släktet Calliphora och familjen spyflugor. Inga underarter finns listade i Catalogue of Life.